# Iván Brzić
Ivica Brzić, conocido en el los países hispanoparlantes como Iván Brzić (Novi Sad, Serbia, 28 de mayo de 1941-Novi Sad, Serbia, 2 de junio de 2014), fue un jugador y entrenador de fútbol serbio, que jugó de mediocentro y fue internacional con la selección de Yugoslavia en la Eurocopa de 1968.

## Biografía

### Carrera como jugador
Jugando el mediocampo, defendió a FK Novi Sad, Sarajevo FK Zeljeznicar, Fudbalski Klub Vojvodina Novi Sad, Donawitzer SV Alpine y SF Vöest Linz, estos dos últimos equipos de Austria. Su momento de gloria llegó con selección de Yugoslavia y en la Eurocopa de Naciones de 1968. La mejor Yugoslavia de la historia, liderada por Dragan Dzajic, eliminó en cuartos a Francia y en semifinales a Inglaterra. En la final, cayó con Italia en Roma (2-0) tras forzar los locales un partido de desempate al lograr el 1-1 a tan solo diez minutos del final. Brzic estaba en aquel grupo, aunque como suplente, ya que no llegó a jugar la semifinal ni la final.

### Carrera como entrenador
Fue un gran entrenador de fútbol y trabajó como director técnico del club Fudbalski Klub Vojvodina hasta mediados de 2008. Terminada su etapa como jugador, hizo sus primeros pinitos como técnico en Austria y, en la campaña 83-84, llegó al Osasuna y lo clasificó para la Copa UEFA. Después, dirigió varios equipos en España: Real Mallorca, Real Oviedo, Hércules FC de Alicante. Aunque también dirigió a equipos de Perú como el Universitario de Deportes de Lima, entre 1991 y 1993, y 1997, siendo campeón en la temporada de 1992. Dirigió también al Alianza Lima en las temporadas 1994, 1995 y 2001, y el Sport Boys del Callao, en 1999; en Perú ganó títulos solo con Universitario.
En Bolivia dirigió al club Blooming de Santa Cruz.

### Familia
Durante su residencia en Perú, se casó con una peruana y tuvo dos hijas con esa nacionalidad: Nadina e Ivana.

### Fallecimiento
Iván Brzic falleció el 2 de junio del año 2014 en Novi Sad, Serbia, tras padecer una larga enfermedad.

## Trayectoria como jugador
- 1961-1964: FK Novi Sad,  Yugoslavia
- 1964-1965: FK Željezničar Sarajevo,  Yugoslavia
- 1965-1972: Fudbalski Klub Vojvodina,  Yugoslavia
- 1972-1974: Donawitzer SV Alpine,  Austria
- 1974-1977: SK VÖEST Linz,  Austria

## Trayectoria como entrenador
- 1977: SK VÖEST Linz,  Austria
- 1978-1979: Fudbalski Klub Vojvodina,  Yugoslavia
- 1980-1981: DSV Leoben,  Austria
- 1983-1986: Club Atlético Osasuna,  España
- 1987-1988: Fudbalski Klub Vojvodina,  Yugoslavia
- 1988-1989: Real Mallorca,  España
- 1989-1990: FK Rad,  Yugoslavia
- 1990-1991: Fudbalski Klub Vojvodina,  Yugoslavia
- 1991-1993: Universitario de Deportes,  Perú
- 1993-1994: Blooming,  Bolivia
- 1994-1995: Alianza Lima,  Perú
- 1995-1996: Real Oviedo,  España
- 1996-1997: Hércules CF,  España
- 1997: Universitario de Deportes,  Perú
- 1999: Sport Boys,  Perú
- 2000: Blooming,  Bolivia
- 2001: Alianza Lima,  Perú
- 2007-2008: Fudbalski Klub Vojvodina,  Serbia